# ヒューストン郡 (テキサス州)
ヒューストン郡（ヒューストンぐん、英: Houston County）は、アメリカ合衆国テキサス州の東部に位置する郡である。2010年国勢調査での人口は23,732人であり、2000年の23,185人から2.4%増加した。郡庁所在地はクロケット市（人口6,950人）であり、同郡で人口最大の都市でもある。郡名はテキサス共和国大統領とテキサス州知事を務めたサミュエル・ヒューストンに因んで名付けられた。ヒューストン郡は以前まで禁酒郡だったが、2007年11月の住民投票で郡内でのアルコール販売を合法化した。
ヒューストン郡とヒューストン市とは直接関係が無い。ヒューストン市は約150マイル (240 km) 南のハリス郡にある。郡の歴史博物館はクロケット市第1通り南303にある元鉄道駅の建物を使っている。

## 歴史

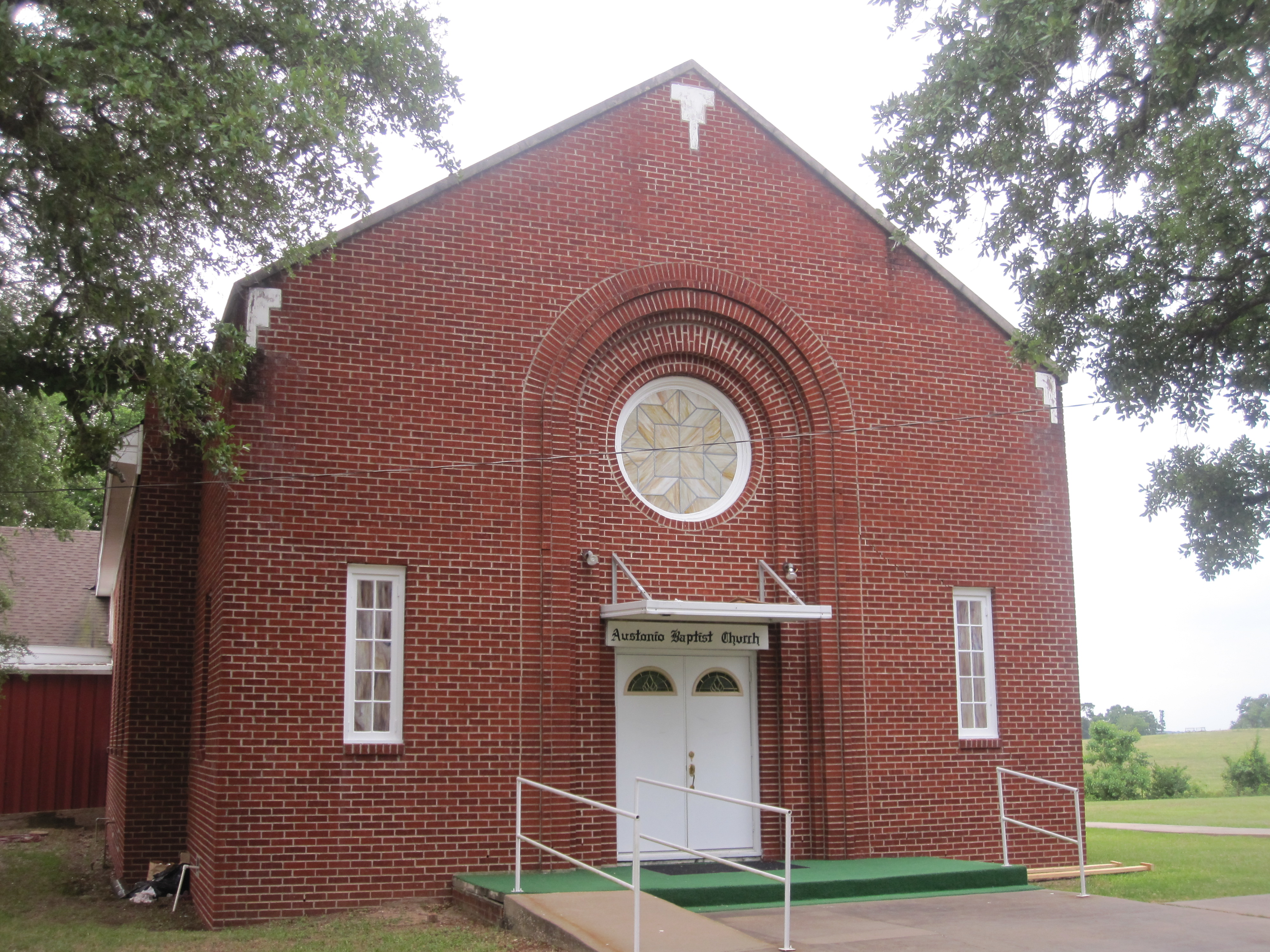
オーストニオ・バプテスト教会、州道21号線に近い

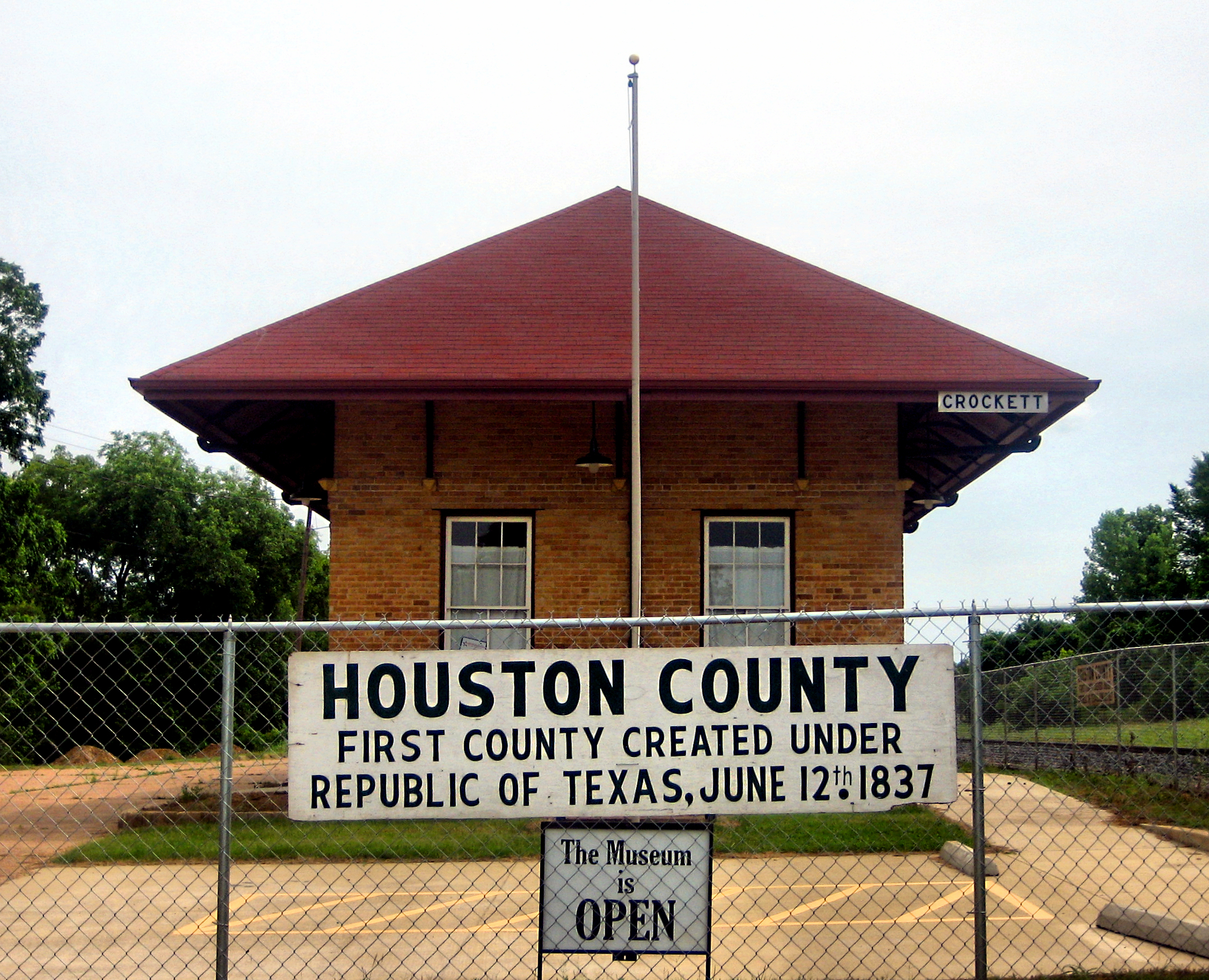
ヒューストン郡博物館、改修された鉄道駅に入っている

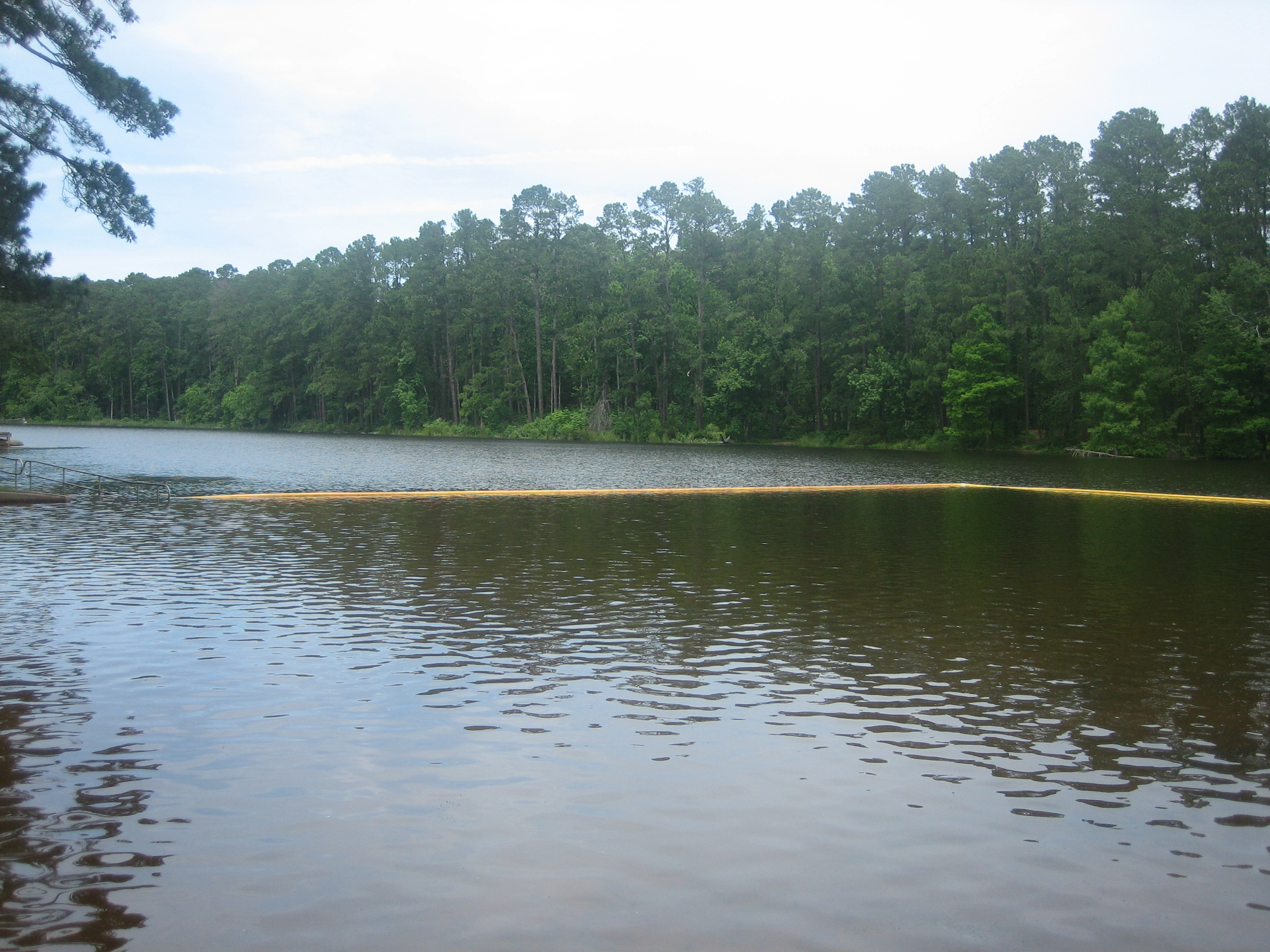
ラトクリフ湖レクリエーション地域、クロケット市の東、デイビー・クロケット国立の森にある

ヒューストン郡は1837年6月12日に、テキサス共和国の下で作られた最初の郡である。当初の領域には、現在のアンダーソン郡やトリニティー郡の全体、およびヘンダーソン郡とポーク郡の一部も含まれていた。

### 初期の開拓者
- サミュエル・カートミル・ハイロムス（1836年-1920年）、現在のポーク郡で生まれ、両親はスティーブン・F・オースティンの率いた300家族に入っていた。ハイロムスは教育者であり、南軍に仕えた測量士でもあった。2番目の妻エミリー・アン・ジョンストン（1853年-1948年）と共にヒューストンのクリーク・コミュニティに入植した。その家産はオーストニオ・バプテスト教会に隣接していた[4]。
- コリン・アルドリッチ（1801年-1842年）、サンジャシントの戦いに参加した軍人、ヒューストン郡では最初の判事、1837年から1841年までテキサス共和国に仕えた[5]。
- イーライ・コルサープ、ケナードの近くにコルサープ・ヒルを建設した。店舗、郵便局、製粉所、コットンジン、鍛冶屋および帽子屋が、西のナカドーチェスに通じる駅馬車道沿いにあった。鉄道がコルサープ・ヒルを通らなかったので住民の多くは近くの製材所で働くために移転した[6]。
- ジェイムズ・マーフィー・ヘイガー、ケンタッキー州出身、妻の名コマ・クラークと共に1840年代にヘイガービルの町を設立した。ヘイガーは農夫、家具職人および鍛冶屋だった。ナカドーチェスからナバソタへの駅馬車がヘイガーの丸太小屋の側を走った。ヘイガーの息子の1人は教会と学校に土地を寄付した。1891年から1905年にはヘイガービルに郵便局があった[6]。

20世紀の最初の20年間、郡内で「フォーCミル」が運営された。ミズーリ州カンザスシティのセントラル石炭コーク会社の代理人R・M・キースが1899年秋に材木の購入を始めた。1901年初期にJ・H・ラトクリフから購入した小さなのこぎり盤で新しい製材所を立てる木材が切られた。キースがルイジアナ・アンド・テキサス製材会社を作り、フォーCミルを運営した。この製材所は1902年まで毎日300,000ボードフィート (708 m3) の材木を生産した。現在はアメリカ合衆国内務省のレクリエーション地となっているラトクリフ湖がフォーCミルの水車池だった。テキサス・サウスイースタン鉄道がラフキンから線路を敷き、木材を積み出した。ラトクリフの町はフォーCミルとはフェンスで仕切られ、製材所の労働者が企業町以外で金を使わないようにされた。120,000エーカー (480 km2) の森が切り開かれ、製材所は1920年に閉鎖された。

## 地理
アメリカ合衆国国勢調査局に拠れば、郡域全面積は1,237平方マイル (3,203.8 km2)であり、このうち陸地1,231平方マイル (3,188.3 km2)、水域は6平方マイル (15.5 km2)で水域率は0.48%である。

### 主要高規格道路
- アメリカ国道287号線
- テキサス州道7号線
- テキサス州道19号線
- テキサス州道21号線

### 隣接する郡
- アンダーソン郡 - 北
- チェロキー郡 - 北東
- アンジェリーナ郡 - 東
- トリニティー郡 - 南東
- ウォーカー郡 - 南
- マディソン郡 - 南西
- レオン郡 - 西

### 国立保護地域
- デイビー・クロケット国立の森（部分）

## 人口動態
以下は2000年の国勢調査による人口統計データである。
| 基礎データ - 人口: 23,185人 - 世帯数: 8,259 世帯 - 家族数: 5,756 家族 - 人口密度: 7人/km2（19人/mi2） - 住居数: 10,730軒 - 住居密度: 6軒/km3（9軒/mi2） 人種別人口構成 - 白人: 68.57% - アフリカン・アメリカン: 27.93% - ネイティブ・アメリカン: 0.26% - アジア人: 0.25% - 太平洋諸島系: 0.06% - その他の人種: 2.17% - 混血: 0.76% - ヒスパニック・ラテン系: 7.50% 年齢別人口構成 - 18歳未満: 23.2% - 18-24歳: 6.8% - 25-44歳: 27.7% - 45-64歳: 24.3% - 65歳以上: 18.0% - 年齢の中央値: 40歳 - 性比（女性100人あたり男性の人口） - 総人口: 114.1 - 18歳以上: 115.9 | 世帯と家族（対世帯数） - 18歳未満の子供がいる: 28.7% - 結婚・同居している夫婦: 51.9% - 未婚・離婚・死別女性が世帯主: 14.2% - 非家族世帯: 30.3% - 単身世帯: 27.9% - 65歳以上の老人1人暮らし: 15.1% - 平均構成人数 - 世帯: 2.44人 - 家族: 2.97人 収入と家計 - 収入の中央値 - 世帯: 28,1198米ドル - 家族: 35,033米ドル - 性別 - 男性: 29,143米ドル - 女性: 19,885米ドル - 人口1人あたり収入: 14,525米ドル - 貧困線以下 - 対人口: 21.0% - 対家族数: 15.6% - 18歳未満: 28.3% - 65歳以上: 18.2% |

## 都市と町
- クロケット - 郡庁所在地
- グレープランド
- ケナード
- ラテクソ
- ラブレディ

### 未編入の町
- オーストニオ
- ベロット
- ホープウェル
- ペニントン
- ラトクリフ
- ウェッチーズ

## 政府の機関
テキサス州刑事司法省の男性用刑務所であるイースタム刑務所が郡内の未編入領域にある。
テキサス州青年委員会の少年矯正施設であるクロケット州立学校がクロケット市内にある。テキサス州青年委員会は、この施設が2011年8月31日に閉鎖されると告知した。

## 交通

### 道路
郡内にはアメリカ国道287号線と州道、7、19および21号線が走っている。これらの道路全てはクロケット市の郡庁舎広場で交差している。州道21号線は300年の歴史があるカミノ・レアル・デ・ティエラ・アデントロ国立歴史道に沿っている。

### 鉄道
ユニオン・パシフィック鉄道が郡内を抜ける貨物線を運行している。1909年に建設されたクロケット駅は修復され、ヒューストン郡博物館になっている。

### 航空
ヒューストン郡空港はクロケット市の東3マイル (5 km) にあり、4,000フィート (1,200 m) の滑走路がある。イーストテキサス・エアクラフトが航空機の手配を行っている。

### 公共交通機関
郡内の公共交通はブラゾス交通地区が運営している。利用者は電話で予約して利用できる。グレイハウンドもクロケットからグレープランドの路線を運行している。